# Avant-pays savoyard
Avant-pays savoyard este o arie protejată (arie de protecție specială avifaunistică — SPA) din Franța întinsă pe o suprafață de 3.125 ha, integral pe uscat.

## Localizare
Centrul sitului Avant-pays savoyard este situat la coordonatele 45°39′51″N 5°42′40″E / 45.66417°N 5.71111°E.

## Înființare
Situl Avant-pays savoyard a fost declarat arie de protecție specială avifaunistică în baza directivei 79/409 din 1979 referitoare la conservarea păsărilor sălbatice pentru a proteja 21 de specii de animale.

## Biodiversitate
Situată în ecoregiunile alpină și continentală, aria protejată nu include niciun habitat protejat.
La baza desemnării sitului se află mai multe specii protejate de  păsări (21): pescăruș albastru (Alcedo atthis), rață pitică (Anas crecca), rață cârâitoare (Anas querquedula), acvilă de munte (Aquila chrysaetos), rață-cu-cap-castaniu (Aythya ferina), rața moțată (Aythya fuligula), cocoșul de mesteacăn (Bonasa bonasia), buha (Bubo bubo), caprimulg (Caprimulgus europaeus), șerpar (Circaetus gallicus), ciocănitoarea de stejar (Dendrocopos medius), ciocănitoare neagră (Dryocopus martius), șoim călător (Falco peregrinus), becațină comună (Gallinago gallinago), stârc pitic (Ixobrychus minutus), sfrâncioc roșiatic (Lanius collurio), ciocârlie de pădure (Lullula arborea), gaia neagră (Milvus migrans), gaia roșie (Milvus milvus), viespar (Pernis apivorus), sitar de pădure (Scolopax rusticola).